# Vino de Estados Unidos

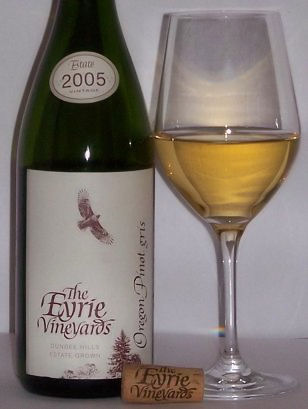
Botella de Eurie 2005, pinot gris, elaborado en el estado de Oregón.

El vino de Estados Unidos se ha producido durante más de 300 años. Actualmente, la producción de vino se lleva a cabo dentro de los cincuenta estados, siendo California el líder de la producción vinícola, junto a Washington, Oregón y Nueva York. Estados Unidos es el cuarto productor de vino a nivel mundial, con 22.5 millones de hectolitros, tras Italia (48.8 mill. hl), Francia (41.9 mill. hl),  y España (37.8 mill. hl), y por delante de la de Australia (12.5 mill. hl).
El continente norteamericano alberga una serie de variedades nativas de uva, entre ellas Vitis labrusca, Vitis riparia, Vitis rotundifolia, Vitis vulpina, y Vitis amurensis, pero fue la introducción de la europea Vitis vinifera por los colonos europeos lo que llevó al crecimiento de la industria vinícola. Con más de 4500 km² de vid, Estados Unidos es el quinto país con más vid plantada del mundo, tras Francia, Italia, España y Turquía.

## Historia
Los primeros europeos que exploraron Norteamérica la llamaron Vinland debido a la profusión de vides que encontraron. El primer vino de lo que hoy son los Estados Unidos fue elaborado con uvas scuppernong por colonos hugonotes franceses en una colonia cerca de Jacksonville (Florida) entre 1562 y 1564. En las antiguas colonias americanas de Virginia y las Carolinas, la vinicultura era un objetivo oficial establecido en sus cartas de fundación. Sin embargo, los colonos más tarde descubrirían que el vino hecho con las variedades nativas tenían aromas y sabores poco familiares y no les gustaban. Esto llevó a esfuerzos continuados para cultivar las familiares variedades de Vitis vinifera comenzando por la Virginia Company exportando vides francesas con vignerons franceses a Virginia en 1619. Estas primeras plantaciones fracasaron por plagas nativas y enfermedades que devastaron los viñedos. En 1683, William Penn plantó un viñedo de vid francesa en Pensilvania que puede que injertara con una Vitis labrusca nativa para crear la uva híbrida alexander. Una de las primeras bodegas comerciales en los Estados Unidos se fundó en Indiana en 1806 elaborándose vino con la uva alexander. Actualmente, híbridos franco-estadounidenses son el producto básico de la producción de vino de la Costa Este de los Estados Unidos.
En California, el primer viñedo y bodega fue creado por el misionero franciscano fray Junípero Serra cerca de San Diego en 1769. Más tarde los misioneros llevarían las vides hacia el norte, plantándose el primer viñedo en Sonoma alrededor del año 1805. California tiene dos variedades nativas, pero hacen vino de calidad pobre. Por lo tanto, los misioneros usaron la uva mission, a la que se llama criolla o "colonialized European" en Sudamérica. Aunque es una variedad de Vitis vinifera, es de calidad "muy modesta". Jean-Louis Vignes fue uno de los primeros colonos que usaron vinífera de alta calidad en su viñedo cerca de Los Ángeles.
La primera bodega comercialmente exitosa en los Estados Unidos se fundó en Cincinnati, Ohio a mediados de los años 1830 por Nicholas Longworth, quien hizo vino espumoso con uvas catawba. En los años 1860, los viñedos del valle del río Ohio fueron atacados por la podredumbre negra. Esto llevó a varios viticultores a moverse hacia el norte, a la región de los Finger Lakes de Nueva York. En esta época, la industria del vino de Misuri, centrada alrededor de la colonia alemana de Hermann (Misuri), despegó y pronto secundó a California en la producción de vino. A finales del siglo XIX, la epidemia de filoxera en el Oeste y la enfermedad de Pierce en el Este devastó la creciente industria del vino estadounidense.
La prohibición en los Estados Unidos comenzó por el estado de Maine en 1846; culminó en la aprobación de la 18.ª enmienda a la Constitución de los Estados Unidos en 1920 que prohibió la elaboración, venta y transporte de alcohol. Se hizo excepción con el vino de misa, usado con propósitos religiosos, y algunas bodegas pudieron mantener sus instalaciones con tales propósitos. Otras recurrieron al contrabando. Se hizo también frecuente la elaboración casera de vino, permitida a través de las excepciones para los vinos de misa y la producción para uso en el hogar.
Después de la abolición de la prohibición, el vino estadounidense volvió a emerger en condiciones muy pobres. Muchos vinicultores de talento habían fallecido, las viñas se habían descuidado o replantado con uva de mesa y la prohibición había cambiado el gusto de los estadounidenses en materia de vino. Los consumidores reclamaban entonces vino barato (el llamado dago red) y vino de alta graduación dulce y generoso. Antes de la prohibición se vendía más vino de mesa seco que vino dulce, en proporción de tres a uno, pero después la ratio era más que a la inversa. En 1935, el 81% de la producción de California eran vinos dulces.
Liderando el camino hacia los nuevos métodos estaba la investigación llevada a cabo por la Universidad de California, Davis y algunas de las universidades estatales en Nueva York. Las facultades en las universidades publicaban reportajes sobre qué variedades de uva crecían mejor en qué regiones, celebraban seminarios sobre técnicas vinícolas, y promocionaron la producción de vinos de calidad, asesoraban a viticultores y vinicultores, ofrecían titulaciones académicas en viticultura y promocionaron la producción de vinos de calidad. En los años setenta y ochenta, el éxito de los vinateros californianos ayudó a asegurar dólares de inversiones extranjeras de otras regiones vinícolas, más notablemente la Champaña. El cambio de gusto estadounidense ayudó también a promover este crecimiento, con 2.525 millones de litros de vino consumidos en los Estados Unidos en 2004. La industria del vino estadounidense se enfrenta a los crecientes desafíos de las exportaciones internacionales en expansión y manejar las reglamentaciones nacionales respecto a las ventas interestatales y al envío del vino.

## Regiones vinícolas
Hay casi 3.000 viñedos comerciales en los Estados Unidos con al menos una bodega en cada estado.
- Costa Oeste- La mayoría de la producción de vino estadounidense se lleva a cabo en los estados de California, Washington y Oregón.
- Región de las Montañas Rocosas- Principalmente Idaho y Colorado
- Suroeste de Estados Unidos- Principalmente Texas y Nuevo México
- Medio Oeste de Estados Unidos- Principalmente Misuri, Illinois y Minnesota
- Región de los Grandes Lagos- Principalmente Míchigan, el norte de Nueva York y Ohio
- Costa Este de los Estados Unidos - Principalmente Nueva Jersey, Estado de Nueva York, Pensilvania, Virginia, y Carolina del Norte

## Sistema de denominación
El primer sistema de denominación estadounidense se basaba en los límites políticos de los estados y condados. En septiembre de 1978 el Bureau of Alcohol, Tobacco and Firearms (hoy Alcohol and Tobacco Tax and Trade Bureau) desarrolló normas para establecer las "AVA", American Viticultural Area (esto es, "región vitícola estadounidense") basándose en rasgos geográficos y climáticos distintivos. En junio de 1980, el AVA Augusta en Misuri se estableció como la primera AVA con el nuevo sistema de denominación. Con el propósito de etiquetar el vino, todas las denominaciones de estados y condados se mantuvieron transitoriamente como denominaciones. Había 187 AVA diferentes en los Estados Unidos en abril de 2007.

### Leyes de etiquetado de las denominaciones
Para que el AVA aparezca en la etiqueta de vino, al menos el 85% de las uvas usadas para producir el vino deben crecer en el AVA. 
Con los estados y condados más grandes las leyes varían dependiendo de la comarca. Para una denominación del condado (County Appellation), el 75% de las uvas usadas deben provenir de ese condado. Si las uvas son de dos o tres condados contiguos, una etiqueta puede tener una denominación de múltiples condados en tanto los porcentajes usados de cada condado estén claramente señalados en la etiqueta. La mayoría de denominaciones de estados, el 75% de las uvas del vino deben ser de esa región. Texas requiere el 85% y California requiere el 100%. Si las uvas son de dos o tres estados contiguos, puede hacerse el vino con una etiqueta multi-estatal siguiendo las mismas exigencias que las denominaciones multi-condales. 
American wine ("Vino estadounidense") o United States ("Estados Unidos") en alguna ocasión aislada se usa como denominación clasificando un vino hecho en cualquier lugar de los Estados Unidos, incluyendo a Puerto Rico y Washington D. C. Los vinos con esta denominación son parecidos al vin de table vino de mesa francésy no pueden incluir un año de cosecha. Por ley esta es la única denominación permitida en los vinos exportados en grandes cantidades a otros países.

### Vinos semi-genéricos
Las actuales leyes de los Estados Unidos permiten que los vinos realizados allí sean etiquetados como "American Burgundy" ("Borgoña estadounidense") o "California Champagne" ("Champán estadounidense"), incluso aunque estos nombres están protegidas en Europa. Las leyes estadounidenses solo restringen el uso para incluir la zona de origen calificada que vaya con estos nombres semigenéricos. Otros nombres semi-genéricos en los Estados Unidos son Claret, Chablis, Chianti, Madeira, Málaga, Marsala, Moselle, Port, Rhine wine, Sauternes (normalmente escrito en las etiquetas estadounidenses como Sauterne o Haut Sauterne), Sherry y Tokay. La Unión Europea ha estado trabajando con los Estados Unidos a través de las negociaciones en la Organización Mundial del Comercio para eliminar el uso de estos nombres semigenéricos.

## Otras leyes de etiquetado estadounidense
En los Estados Unidos, al menos el 95% de las uvas deben ser de la cosecha particular de ese año para aparecer en la etiqueta. Antes de principios de los setenta, todas las uvas tenían que ser del año de la cosecha. Todas las etiquetas deben mostrar la graduación alcohólica. Para las botellas con vino varietal debe usarse al menos el 75% de la variedad correspondiente. En Oregón se requiere que sea el 90%. Las etiquetas estadounidenses deben también indicar si contienen sulfitos y llevar la advertencia del Cirujano General de los Estados Unidos (una especie de Ministro de Sanidad) sobre el consumo de alcohol.

## Distribución en tres categorías
Tras la abolición de la prohibición, el gobierno federal permitió a cada estado regular la producción y venta de alcohol en su propio estado. La mayoría adoptaron un sistema de tres escalones entre el productor, el mayorista y el consumidor. Dependiendo del estado hay algunas excepciones, permitiendo que las bodegas vendan directamente al consumidor en ese mismo lugar.
Algunos estados permiten ventas interestatales a través de comercio electrónico. En el caso de 2005 de Granholm v. Heald, el Tribunal Supremo de los Estados Unidos derogó leyes estatales que prohibían envíos interestatales pero que permitían ventas interestatales. El resultado de la decisión del Tribunal Supremo fue que los estados podían decidir permitir ventar interestatales de vino junto con los envíos o bien prohibir las dos.

## Mayores productores

### En 2005
Los mayores productores de vino estadounidense.
1. E & J Gallo Winery - Se le atribuye más de un cuarto de todas las ventas de vino estadounidense y es el segundo mayor productor del mundo.
2. Constellation Brands - Con participación extranjera, Constellation es el mayor productor del mundo e incluye Bodega Robert Mondavi y Bodega Columbia en su cartera
3. The Wine Group - Negocio con sede en San Francisco que posee la etiqueta de vino de tetrabrick Franzia, Viñedo Concannon y vino kosher Mogen David.
4. Bronco Wine Company - Propietarios de la línea de vino de Charles Shaw "Two Buck Chuck" que alcanza cerca de 5 millones de las 9 cajas que Bronco produce anualmente de media.
5. Diageo - Compañía con sede en el Reino Unido con participaciones estadounidenses en Viñedos Sterling, Viñedo Beaulieu y Viñedo Chalone
6. Brown-Forman Corporation - Propietarios de la marca Bodegas Korbel Champagne
7. Beringer Blass - División de vino con sede en Australia del Grupo Foster's y propietario de las marcas vino Beringer y Bodega Stags' Leap
8. Jackson Wine Estates - Propietarios de la marca Kendall-Jackson